# Система життєзабезпечення
Система життєзабезпечення в пілотованих польотах космічних апаратів — група пристроїв, які дозволяють людині виживати в космосі та підтримувати життя екіпажу корабля.
У незвичайних умовах космічного польоту (вакуум, променистий теплообмін, іонізуючі випромінювання) людина має перебувати в замкнутому герметичному відсіку космічного літального апарата. У населеному відсіку необхідно створювати умови для забезпечення нормального існування та роботи людини. Ці умови необхідно підтримувати протягом усього польоту, подаючи у відсік речовини, які споживає людина і видаляючи продукти її життєдіяльності. Бортові системи космічного літального апарата (КЛА), що вирішують ці завдання, називаються системами життєзабезпечення (СЖЗ).

### Склад та призначення систем життєзабезпечення
- Система киснезабезпечення (СКЗ) повинна забезпечувати подачу в атмосферу населеного відсіку кисню в кількості 0,9 кг/добу (на одну людину) і підтримувати парціальний тиск кисню в заданому діапазоні значень (18-32 кПа).
- Система очищення атмосфери (СОА) повинна забезпечувати збирання та видалення з атмосфери вуглекислого газу в кількості 1,0 кг/добу, підтримувати його парціальний тиск на рівні не більше 1 кПа, а також забезпечувати очищення атмосфери від шкідливих мікродомішок, що виділяються людиною та обладнанням.

Ці дві системи часто функціонально об'єднуються в одну систему забезпечення газового складу атмосфери (СОГС).
- Система водозабезпечення (СВЗ) повинна забезпечувати екіпаж питною водою у кількості 2,5 кг/(люд.-діб); у разі використання натуральних продуктів харчування, що містять воду (до 0,5 кг/добу), норма питної води зменшується до 2 кг/(люд.-добу).
- Система живлення екіпажу (СЖЕ) повинна забезпечувати космонавта повноцінним харчуванням, з раціоном, що містить білки, жири та вуглеводи в масовому співвідношенні близько 1:1:4 та із загальною калорійністю до 12500 кДж/(люд.-діб).
- Засоби регулювання температури та вологості атмосфери (ЗРТ) разом із загальною системою терморегулювання (СТР) повинні здійснювати: відведення з відсіку тепла, що виділяється людиною (~145 Вт/люд.), видалення з атмосфери парів води, що виділяються людиною (50 г/чол.-ч), а також підтримувати задану температуру (18-22 град. за Цельсієм), відносну вологість (30-70 %) і циркуляцію повітря (0,1-0,4 м /с).
- Засоби видалення відходів (ЗВВ) повинні забезпечувати збирання та ізоляцію з атмосфери рідких (урини) та твердих продуктів життєдіяльності.
- Засоби регулювання тиску (ЗРТ) повинні підтримувати загальний тиск атмосфери рівним 77-107 кПа, здійснювати контроль герметичності відсіку та компенсацію витоків повітря з відсіку.

Зазначені системи складають комплекс СЖО, що забезпечує безпосередні фізіологічні потреби людини, яка перебуває у замкненому відсіку.
Крім цих систем до складу комплексу СЖО входять також такі кошти.
- Засоби санітарно-побутового забезпечення (ЗСПЗ), призначені для особистої гігієни екіпажу (умивання, душ) та задоволення побутових потреб — одяг, спальні приналежності, предмети для санітарного прибирання відсіків.
- Засоби індивідуального захисту екіпажу (ЗІЗЕ):

* аварійно-рятувальні скафандри, дихальні маски, що забезпечують захист екіпажу в аварійних ситуаціях — при розгерметизації відсіку, виникненні пожежі і т. ін.;
- космічні скафандри для забезпечення виходу та роботи людини в космічному просторі поза відсіком КЛА.

- Засоби медико-біологічного забезпечення, що включають прилади для медичного контролю стану екіпажу, тренажери для фізичного тренування екіпажу в польоті, медикаменти.